# ستايسي آرثر
ستايسي آرثر (بالإنجليزية: Stacy Arthur)‏ هي بلاي ميت أمريكية، ولدت في 4 يونيو 1968 في نابرفيل في الولايات المتحدة.

## وصلات خارجية
- ستايسي آرثر على موقع IMDb (الإنجليزية)
- ستايسي آرثر على موقع قاعدة بيانات الفيلم (الإنجليزية)